# John Arne Riise
John Arne Semundseth Riise (Molde, 1980. szeptember 24. –) norvég válogatott labdarúgó. Riise hírnevét leginkább nagy lövőerejű és pontos bal lábának köszönheti, hiszen a Liverpoolban hatalmas bombagólokat szerzett. Ezenkívül rendkívül jó a fizikai állapota és jelentős az állóképessége is. Egy adat szerint az angol bajnokságban övé a legerősebb lövés, amely több mint 140 km/h gyorsaságú volt. Öccse, Bjørn Helge Riise is labdarúgó, aki a Fulham középpályása.

## Pályafutása

### Kezdeti évek
Riise kezdetben hazájában kezdett el focizni, az Aalesunds FK-ban.
Két szezon után, 1998-ban külföldre költözött, és fejlődő éveit az élvonalbeli francia AS Monacóban töltötte. Alapembere volt az 1999-2000-es bajnokságot megnyerő Monacónak, azonban Claude Puel edző megvonta bizalmát, mikor Riise távozását bejelentette. A norvég sok angol elsőosztályú csapat érdekeltjévé vált, többek között a Blackburn és a Fulham akarta megszerezni. A Leeds United FC is különösen érdeklődött, 2000-ben 4 millió fontot ajánlottak érte, bár a Monaco 6 milliót kért. Végül nagy meglepetésre a nyáron a Liverpool igazolta le 4 millió £-ért.

### Liverpool
Riise volt a Liverpool első 2001-es nyári átigazolása.
Első mérkőzését 2001. augusztus 12-én a Manchester United ellen a Charity Shield-en játszotta. A másodikat pedig a Bayern München ellen az UEFA-szuperkupa döntőjében játszotta a monacói Stade Louis II-ban 2001. augusztus 24-én. A meccsen ő szerezte az első gólt, így a Liverpool győzött 3–2-re.
Eredetileg a 18-as számú mezt viselte, majd a 2004–05-ös szezontól a 6-os mezt kapta meg a német védő Markus Babbel távozása után. Első szezonjában tíz gólig jutott, a szurkolók pedig megismerkedhettek távoli lövéseivel.
A 2002–03-as és 2003–04-es szezont átlag alatti teljesítménnyel vészelte át, de az edzőjével, Rafael Benítezzel folytatott beszélgetés után újra megtalálta formáját a 2004–05-ös szezonra. A 2005-ös Carling Cup döntőjében 45 másodperc után szerzett gólt a Chelsea ellen, így ez a verseny leggyorsabb gólja a történelemben (ennek ellenére hosszabbítás után 3–2-re kikaptak). A Liverpool viszont a Milan ellen megnyerte a Bajnokok ligáját. Bár Riise kihagyta a tizenegyesét a drámai fináléban, a Liverpool feltámadását hozó gólpasszt ő adta Gerrard fejére.
Riise 2006 januárjában új szerződést írt alá, amely 2009-ig az Anfieldhez kötné.
A 2006-os FA Kupa elődöntőjében a Chelsea ellen szerzett ismét nagy gólt, majd a döntőben a West Ham ellen a 3–3-as eredmény után nem hibázott a büntetőrúgásoknál, így a Liverpool hetedik alkalommal is elhódította a kupát.
A csapat ősszel gyenge idegenbeli teljesítményt nyújtott, majd Riise csapattársai, Reina és Carragher megjegyzéseire, hogy a Liverpool lemondhat a bajnoki címről, azt mondta: "Mi soha nem adjuk fel. A gyávák adják fel."
2007 októberében, nem tudni, hogyan, kiszivárgott az internetre Riise fizetési adata, miszerint 139,634 £-ot keres havonta.
2008. január 15-én a Luton Town elleni 5–0-s győztes meccsen Riise bekerült a Liverpool 50 legtöbbet pályára lépő játékosa közé.
Februárban bejelentette óhaját, hogy a Liverpoolnál szeretné befejezni a karrierjét.
2008. április 22-én, a Chelsea elleni BL odavágón az utolsó utáni (95.) percben Riise hatalmas öngólt fejelt, a mérkőzés 1–1-gyel zárult. A visszavágón a Liverpool 3–2-re kikapott, így nem jutottak be a döntőbe (ahol a Manchester 11-esekkel legyőzte a Chelsea-t).
Riise a 2007–08-as szezon során egyre kevesebb lehetőséget kapott a csapatban, helyét a brazil Fábio Aurélio váltotta fel. Ezért a norvég felvetette, hogy távozik a klubtól. Angol és olasz lapok az AS Romával hozták hírbe, Riise pedig azt nyilatkozta, hogy semmi akadálya, hogy Rómába költözzön.

### Roma
2008. június 18-án Riise hivatalosan is négy évre leszerződött az olasz AS Romához, 4 millió fontért. Riise évi fizetése 2,8 millió €. Riise első gólját Romában, az Inter elleni derbin jegyezhette fel, ezzel juttatta csapatát 2–0-s előnyhöz a San Siro stadionban. 19. meccsén végre betalált. Olaszországban csak "Gianni"-ként emlegetik, keresztneve olasz fordítása miatt.

### Fulham
2011. július 13-án a Fulham bejelentette szerződtetik John Arne Riise-t, három évre írt alá, egy meg nem nevezett átigazolási összegért. Riise csatlakozik testvéréhez, Bjørn Helge-hez, aki 2009-ben érkezett a Fulham csapatához.

## Utolsó évek
Pályafutásának utolsó éveiben több csapatnál is megfordult, játszott a ciprusi, és az indiai ligában is. 2016-ban hazaigazolt nevelőklubjába, az Aalesundsba, majd júniusban bejelentette visszavonulását.

### A válogatottban
Riise 2000. január 31-én debütált a norvég nemzeti válogatottban Izland ellen.

## Sikerei, díjai

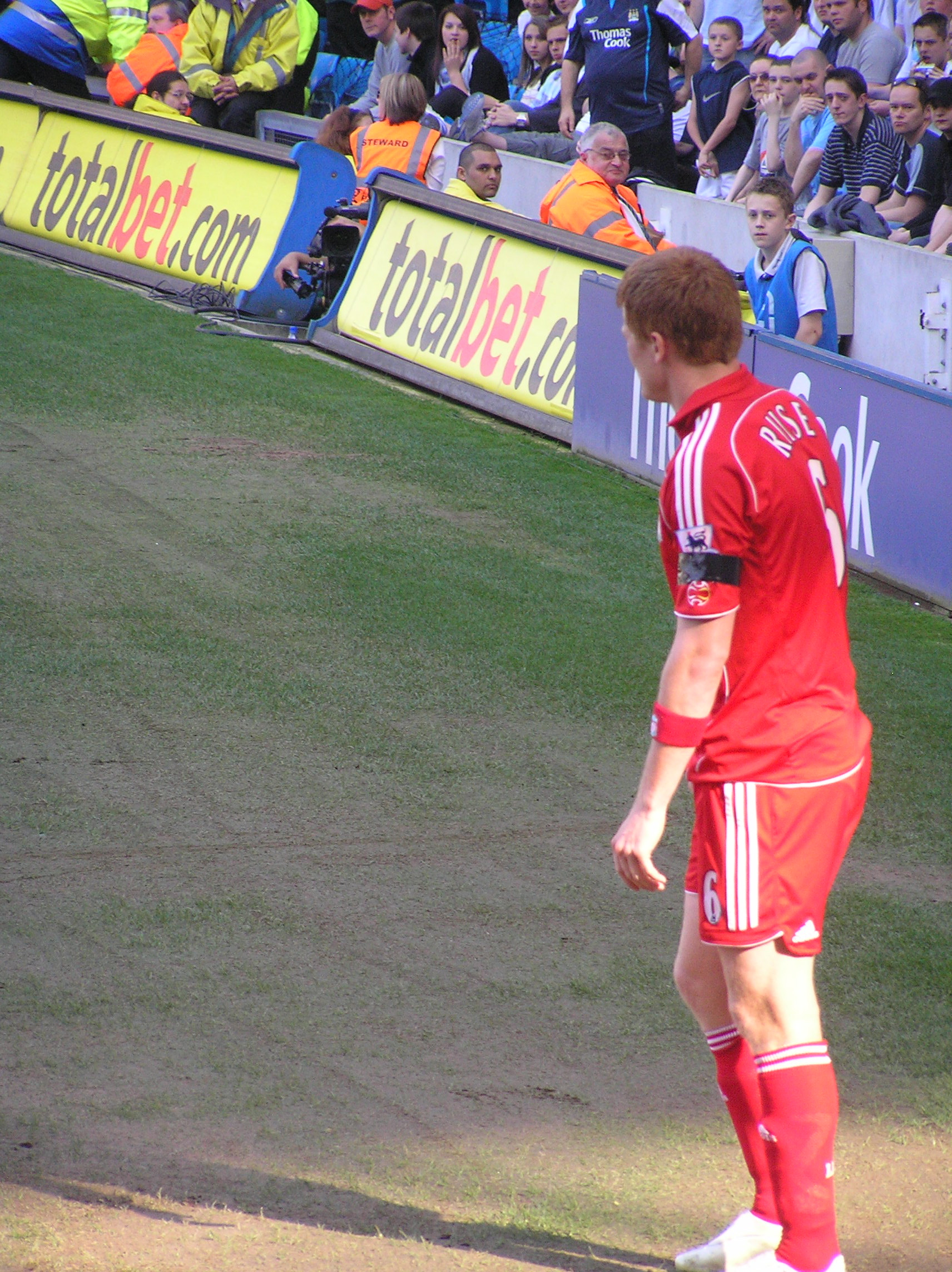
Riise a Liverpool színeiben

AS Monaco
- 1999–2000 – Ligue 1
- 2000 – Francia Szuperkupa

Liverpool
- Győztes
  - 2001 – UEFA-szuperkupa
  - 2001 – Community Shield
  - 2002–03 – Ligakupa
  - 2004–05 – UEFA-bajnokok ligája
  - 2005 – UEFA-szuperkupa
  - 2005–06 – FA-kupa
  - 2006 – Community Shield
- Döntős/második helyezett
  - 2001–02 – Premier League
  - 2002 – Community Shield
  - 2004–05 – Ligakupa
  - 2005 – FIFA-klubvilágbajnokság
  - 2006–07 – UEFA-bajnokok ligája

Roma
- Döntős/második helyezett
  - 2009–10 – Serie A

Egyéni elismerések, díjak
- Kniksen "Év Játékosa": 2006

## Statisztika
| Klub             | Szezon    | Adeccoligaen   | Adeccoligaen   | Norvég Kupa     | Norvég Kupa     | –                 | –                 | Európai kupaporond | Európai kupaporond | Egyéb | Egyéb | Összesen | Összesen |
| Klub             | Szezon    | Meccs          | Gól            | Meccs           | Gól             | Meccs             | Gól               | Meccs              | Gól                | Meccs | Gól   | Meccs    | Gól      |
| ---------------- | --------- | -------------- | -------------- | --------------- | --------------- | ----------------- | ----------------- | ------------------ | ------------------ | ----- | ----- | -------- | -------- |
| Aalesund         | 1997      | 8              | 1              | –               | –               | –                 | –                 | –                  | –                  | –     | –     | 8        | 1        |
| Aalesund         | 1998      | 17             | 4              | –               | –               | –                 | –                 | –                  | –                  | –     | –     | 17       | 4        |
| Aalesund összes  | 1997–1998 | 25             | 5              | –               | –               | –                 | –                 | –                  | –                  | –     | –     | 25       | 5        |
| Klub             | Szezon    | Ligue 1        | Ligue 1        | Coupe de France | Coupe de France | Coupe de la Ligue | Coupe de la Ligue | Európai kupaporond | Európai kupaporond | Egyéb | Egyéb | Összesen | Összesen |
| Klub             | Szezon    | Meccs          | Gól            | Meccs           | Gól             | Meccs             | Gól               | Meccs              | Gól                | Meccs | Gól   | Meccs    | Gól      |
| AS Monaco        | 1998–99   | 7              | 0              | 0               | 0               | 0                 | 0                 | 1                  | 0                  | 0     | 0     | 8        | 0        |
| AS Monaco        | 1999–2000 | 21             | 1              | 0               | 0               | 0                 | 0                 | 6                  | 1                  | 0     | 0     | 27       | 2        |
| AS Monaco        | 2000–01   | 16             | 3              | 0               | 0               | 2                 | 0                 | 2                  | 0                  | 0     | 0     | 20       | 3        |
| AS Monaco összes | 1998–2001 | 44             | 4              | 0               | 0               | 2                 | 0                 | 9                  | 1                  | 0     | 0     | 55       | 5        |
| Klub             | Szezon    | Premier League | Premier League | FA-kupa         | FA-kupa         | Ligakupa          | Ligakupa          | Európai kupaporond | Európai kupaporond | Egyéb | Egyéb | Összesen | Összesen |
| Klub             | Szezon    | Meccs          | Gól            | Meccs           | Gól             | Meccs             | Gól               | Meccs              | Gól                | Meccs | Gól   | Meccs    | Gól      |
| Liverpool        | 2001–02   | 38             | 7              | 2               | 0               | 0                 | 0                 | 15                 | 1                  | 1     | 0     | 56       | 8        |
| Liverpool        | 2002–03   | 37             | 6              | 3               | 0               | 4                 | 0                 | 11                 | 0                  | 1     | 0     | 56       | 6        |
| Liverpool        | 2003–04   | 28             | 0              | 1               | 0               | 2                 | 0                 | 4                  | 1                  | 0     | 0     | 35       | 0        |
| Liverpool        | 2004–05   | 37             | 6              | 0               | 0               | 5                 | 1                 | 15                 | 1                  | 0     | 0     | 57       | 8        |
| Liverpool        | 2005–06   | 32             | 1              | 6               | 3               | 0                 | 0                 | 12                 | 0                  | 2     | 0     | 52       | 4        |
| Liverpool        | 2006–07   | 33             | 1              | 1               | 0               | 1                 | 1                 | 12                 | 2                  | 1     | 1     | 48       | 5        |
| Liverpool        | 2007–08   | 29             | 0              | 4               | 0               | 1                 | 0                 | 10                 | 0                  | 0     | 0     | 44       | 0        |
| Liverpool összes | 2001–2008 | 234            | 21             | 17              | 3               | 13                | 2                 | 79                 | 4                  | 5     | 1     | 348      | 31       |
| Klub             | Szezon    | Serie A        | Serie A        | Coppa Italia    | Coppa Italia    | –                 | –                 | Európai kupaporond | Európai kupaporond | Egyéb | Egyéb | Összesen | Összesen |
| Klub             | Szezon    | Meccs          | Gól            | Meccs           | Gól             | Meccs             | Gól               | Meccs              | Gól                | Meccs | Gól   | Meccs    | Gól      |
| AS Roma          | 2008–09   | 30             | 2              | 0               | 0               | –                 | –                 | 2                  | 0                  | 0     | 0     | 32       | 2        |
| AS Roma          | 2009–10   | 36             | 5              | 0               | 0               | –                 | –                 | 8                  | 2                  | 0     | 0     | 44       | 7        |
| AS Roma          | 2010–11   | 32             | 0              | 4               | 0               | –                 | –                 | 5                  | 0                  | 0     | 0     | 41       | 0        |
| Roma összes      | 2008–2011 | 99             | 7              | 10              | 0               | –                 | –                 | 24                 | 2                  | 0     | 0     | 133      | 9        |
| Összesen         | 1997–     | 402            | 37             | 25              | 3               | 16                | 2                 | 109                | 7                  | 5     | 1     | 552      | 49       |

## Külső hivatkozások
- Riise profilja az AS Roma oldalán
- Riise statisztika Soccerbase-en
- Riise karrierje a BBC oldalán Archiválva 2007. október 13-i dátummal a Wayback Machine-ben
- John Arne Riise élete
- Riise statisztikái Archiválva 2013. január 3-i dátummal az Archive.is-en
- Riise Liverpool-beli eredményei